# Falsopedilus elongatus
Falsopedilus elongatus is een keversoort uit de familie Mycteridae. De wetenschappelijke naam van de soort is voor het eerst geldig gepubliceerd in 1921 door Pic.